# Chambre d’équilibre
 (novembre 2020).
Si vous disposez d'ouvrages ou d'articles de référence ou si vous connaissez des sites web de qualité traitant du thème abordé ici, merci de compléter l'article en donnant les références utiles à sa vérifiabilité et en les liant à la section « Notes et références ».

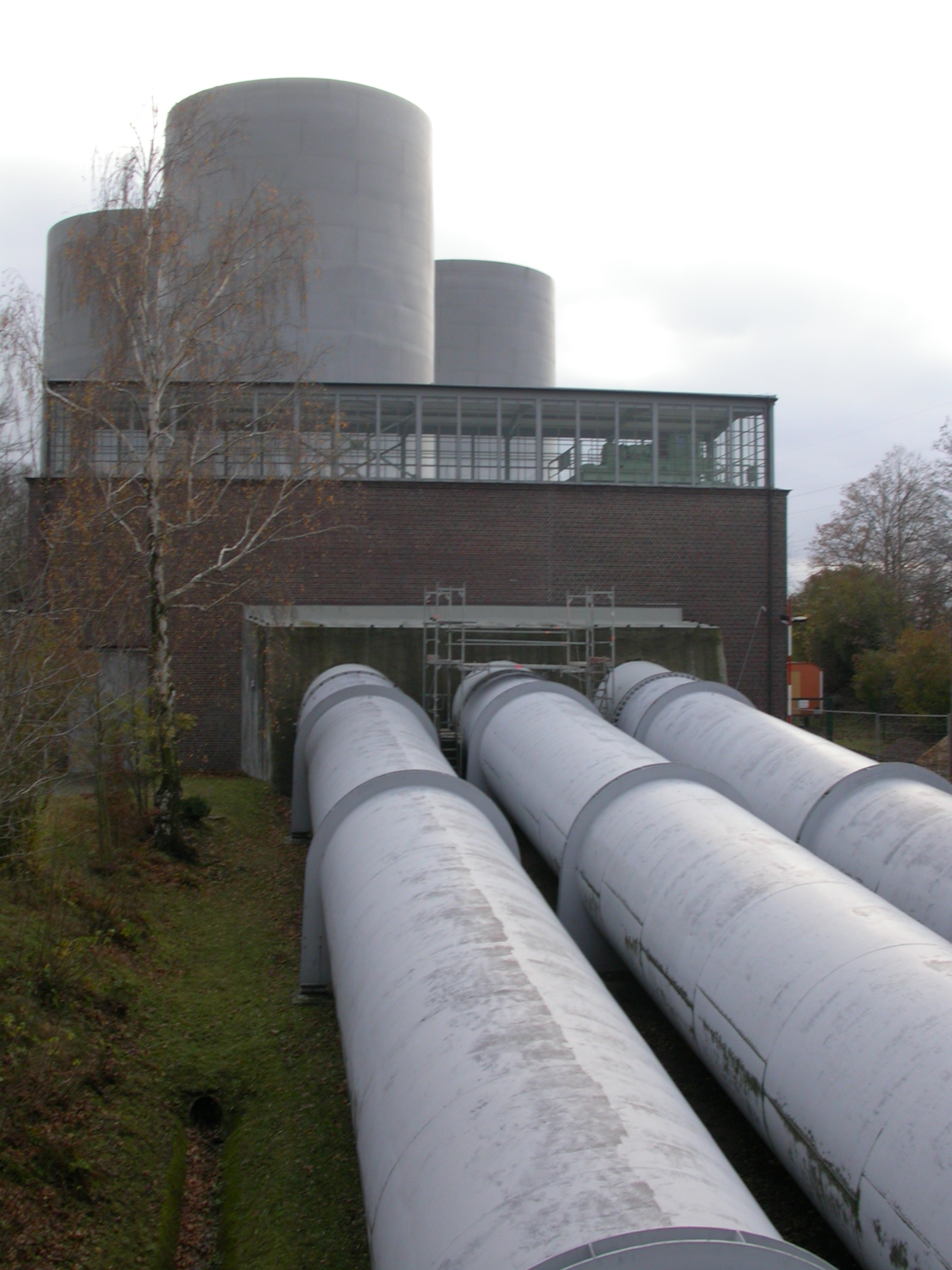
Cheminées d'équilibre de la centrale hydroélectrique de Niederwartha, près de Dresde.

Une chambre d'équilibre ou cheminée d'équilibre est un organe hydraulique essentiel à la régularisation des débits d'acheminement de l'eau entre un bassin d'accumulation et une centrale hydroélectrique : il s'agit d'un puits vertical situé à proximité de la tête de la conduite forcée qui joue un rôle de tampon neutralisant les variations de débit de la galerie d'amenée et permettant de limiter sa contribution aux coups de bélier.
La fonction d'une chambre d'équilibre est sensiblement la même en pompage qu'en turbinage. Son intérêt est d'autant plus important que la hauteur de chute est élevée et que le système d'adduction est long.
On parlera généralement de cheminée d'équilibre lorsque la configuration du terrain oblige à créer un volume tampon extérieur (c'est le cas pour la centrale Manic-5 d'Hydro-Québec).
Dans les sols karstiques, des cheminées d'équilibre se creusent parfois entre les réseaux hydrauliques souterrains et la surface. Les eaux de surface peuvent ainsi s'évacuer par la cheminée et inversement le trop-plein de la rivière souterraine peut remonter en surface.

## Éléments du système d'adduction

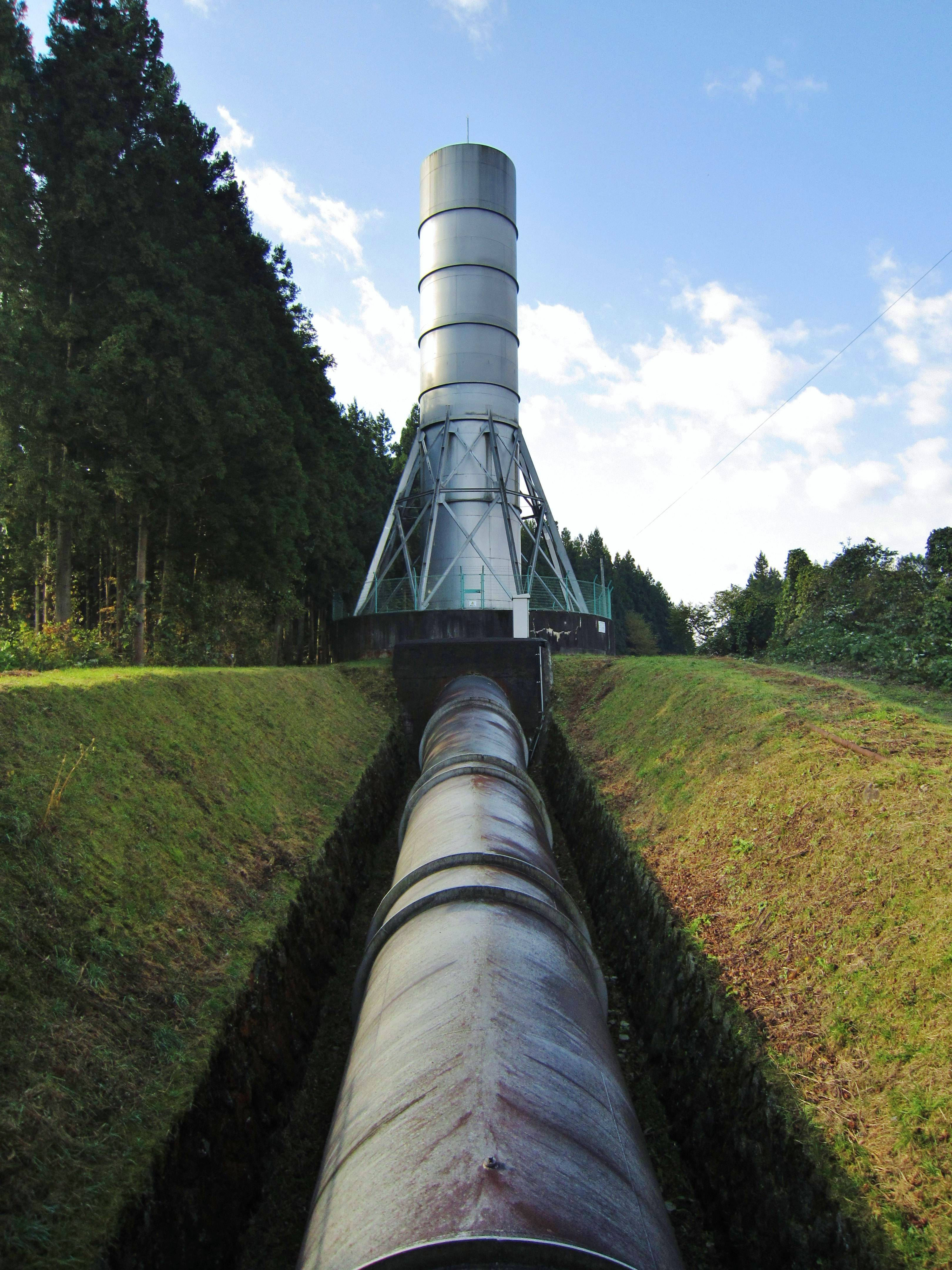
Chambre d'équilibre de la centrale d'Isawa II.

Pour un ouvrage de moyenne et haute chute, de longues conduites sont nécessaires pour approvisionner en eau les turbines (Pelton ou Francis) depuis l'ouvrage de retenue. Plus la pression est élevée, plus la conduite doit être robuste et plus son coût linéique est important. Pour cette raison, le système d'adduction haute chute comporte les éléments suivants :
- une galerie d'amenée de faible pente transportant l'eau en altitude (à basse pression)[a],
- une conduite forcée (ou puits blindé) de pente raide acheminant l'eau jusqu'aux turbines (à haute pression)[b],
- une chambre d’équilibre qui est un puits vertical (ou oblique selon la configuration du terrain) ouvert en son sommet et dont le pied se situe à la jonction de la galerie et de la conduite forcée, et dont l'altitude de la tête est située quelques dizaines de mètres au-dessus de celle du plan d'eau de la retenue.

## Fonctionnement
Pour un état de marche stationnaire, les débits de la galerie et de la conduite sont identiques et la chambre d'équilibre ne joue aucun rôle. Elle intervient lorsqu'une variation de débit se manifeste (état transitoire) à la suite d'une modification de l'ouverture des vannes de l'usine ou des injecteurs :
- au moment de l'ouverture de l'injecteur, la mise en mouvement de l'eau dans la conduite est directement liée au débit qui augmente : le volume contenu dans la chambre d'équilibre permet d'approvisionner la conduite en attendant que le débit de la galerie prenne progressivement le relais ;
- au moment de la fermeture de l'injecteur, le rôle de la chambre d'équilibre est d'absorber temporairement le débit excédentaire de l'eau provenant de la galerie (ainsi que son énergie cinétique) afin qu'il ne contribue pas à augmenter la pression dans la galerie, et surtout dans la conduite qui est déjà soumise à l'effet du coup de bélier produit par l'eau qu'elle contient. Dès le moment où le débit de la conduite s'annule, il se produit entre la retenue et la chambre un mouvement de balancement (vases communicants) qui s'amortit peu à peu grâce aux pertes de charges de la galerie ;
- en tout temps, la mise à disposition d'une réserve de puissance exploitée pour la régulation des réseaux électriques se traduit par des variations de la puissance produite par l'usine. La chambre, dont le niveau d'eau fluctue en permanence, intervient comme une sorte de couplage entre les débits amont et aval.

## Conception et stabilité
Le dimensionnement de la chambre d'équilibre influence fortement les contraintes d'exploitation de l'usine, en particulier les diagrammes stipulant les vitesses maximales d'ouverture et de fermeture des injecteurs :
- le volume qui peut être stocké en dessus de la cote de la retenue (niveau statique de la chambre) doit être suffisant pour absorber le débit excédentaire en cas d'arrêt d'urgence de l'usine ;
- le volume qui peut être prélevé en dessous de la cote de la retenue doit être suffisant pour fournir le débit déficitaire au moment du démarrage des groupes de production.

Par ailleurs, même en mode stationnaire, typiquement lorsque l'asservissement de l'usine vise à produire une puissance de consigne donnée, de petites variations de l'ouverture des injecteurs peuvent être la cause d'instabilités du système d'adduction (vu comme un système dynamique). C'est au moment de la conception de la chambre d'équilibre que le choix de ses caractéristiques doit garantir l'absence de tels phénomènes.
La stabilité est améliorée en augmentant la section de la chambre et en incorporant un étranglement à sa base.